# San Lorenzo in Campo
San Lorenzo in Campo är en ort och kommun i provinsen Pesaro e Urbino i regionen Marche i Italien. Kommunen hade 3 325 invånare (2018).